# Requiem (pièce de théâtre)
Pour les articles homonymes, voir Requiem (homonymie).
Requiem est une pièce de théâtre écrite et mise en scène par Hanoch Levin parue en 1998 peu de temps avant sa mort.

## Contexte
Atteint d'un cancer des os, Hanokh Levin se savait condamné. Requiem est son avant-dernière pièce écrite et la dernière qu'il aura eu le temps de mettre en scène. Il s'est inspiré de trois nouvelles de Tchekov  dont Le Violon de Rothschild (nouvelle). D'origine polonaise, il s'est également inspiré du folklore de ce dernier pays (notamment pour les Krampus).

## Personnages[2]
- Le Vieux : inspiré du personnage de Iakov Ivanov dans Le Violon de Rothschild. Traumatisé par la mort de sa fille, il a refoulé ce souvenir. Il est avare (élément de comédie au début de la pièce) et se désole de ne pas avoir assez de clients. Il est assez bourru avec sa femme mais la perspective de la mort de cette dernière le bouleversera.
- La Vieille : inspirée du personnage de Marfa. Elle ne se plaint jamais de sa vie difficile et sera finalement soulagée de mourir.
- Le Cocher : il accomplit le même trajet tous les jours et est le lien entre les personnages. Il vient de perdre son fils et est écrasé par le deuil. il essaye de se confier à ses passagers mais aucun ne l'écoute.
- La Jeune Mère
- L'infirmier : Un charlatan donnant toujours le même remède à ses patients. Il est blasé et impuissant face à la maladie.
- Les deux putains (la putain à la verrue et celle au grain de beauté) : toutes deux rêvent d'une vie meilleure (l'une rêve notamment d'aller vivre à Paris et de devenir une star)
- Les deux ivrognes (l'ivrogne à tête de courge et celui à tête de gourde) : ils veulent faire la fête et sont les clients des Prostituées.
- Le trio d'Anges (l'ange comique, l'ange triste et l'ange joyeux)
- Les Krampus
- Le Cheval : il conduit la calèche et est le confident du Cocher.
- La Chèvre

## Résumé[3]
Dans la ville de Poupka, le Vieux est fabricant de cercueils, mais ses affaires ne sont guère florissantes. Avare, il est marié avec la Vieille qui tombe soudainement malade. Le Vieux se rend alors compte que sa vie durant il a négligé sa femme. Afin de la faire soigner, il décide de l'emmener au dispensaire de la ville voisine et emprunte pour s'y rendre la calèche du Cocher qu'occupent déjà deux prostituées. Le Cocher a perdu son fils peu de temps auparavant d'une maladie grave et en est encore affligé. Il tente de partager sa peine avec ses passagers mais aucun d'eux ne l'écoute. Parvenu au dispensaire, le Vieux trouve un infirmier, blasé, qui donne à la Vieille un "médicament". La Vieille meurt peu de temps après, emmenée par les Anges, alors que le Vieux a lui-même fabriqué son cercueil. Atterré par la mort de sa femme, le Vieux erre et rencontre une femme en pleurs, "la Jeune Mère", dont le bébé est malade. Ému, le Vieux se rappelle qu'il avait eu avec la Vieille une petite fille, morte elle aussi bébé. Il décide alors de tout faire pour aider la Jeune Mère. 
Pendant ce temps, le Cocher continue sa tournée de la campagne. Il prend à tour de rôle les Prostituées et les Ivrognes et c'est la partie "comique" de la pièce. 
À pied, la Jeune Mère emmène son bébé au dispensaire, où l'infirmier lui dit qu'il ne peut rien pour l'enfant. Au-dehors, le Vieux la retrouve et tente longuement de la consoler. La Jeune Mère s'endort et les Anges apparaissent à nouveau. Mais ils n'emmènent pas le bébé et se contentent de lui raconter une histoire.